# Ulica św. Agnieszki w Krakowie
Ulica świętej Agnieszki – ulica w Krakowie, w dzielnicy I Stare Miasto, na Stradomiu. Wytyczona w 1823 roku. Obecną nazwę otrzymała w 1836 roku.
Pochodzi ona od mieszczącego się w pobliżu kościoła garnizonowego św. Agnieszki. Zabudowę stanowią kamienice czynszowe z lat 1870–1889.

## Zabudowa
- ul. św. Agnieszki 1 (ul. Koletek 2) –  kamienica, projektował Jacek Matusiński, 1870.
- ul. św. Agnieszki 2 (ul. Stradomska 19) –  kamienica, projektował Bogumił Trenner, 1845.
- ul. św. Agnieszki 3 – kamienica, projektował T. Cochno, 1876.
- ul. św. Agnieszki 4 –  kamienica, projektował[kto?] 1892.
- Pod numerem 5 znajdowała się zdewastowana przez Niemców podczas II wojny światowej synagoga Stowarzyszenia Modłów i Dobroczynności im. Michała Hirscha Cypresa.
- ul. św. Agnieszki 6 – kamienica, projektował Beniamin Torbe, 1901.
- ul. św. Agnieszki 7 – kamienica, projektował Leopold Tlachna, 1887.
- ul. św. Agnieszki 9 – kamienica, projektował Leopold Tlachna, 1887.
- Pod numerem 10 znajduje się zabytkowa kamienica wpisana do rejestru zabytków pod pozycją A-944.
- Pod numerem 11 znajdowała się zdewastowana przez Niemców podczas II wojny światowej synagoga Stowarzyszenia Izraela Meiselsa.

## Galeria

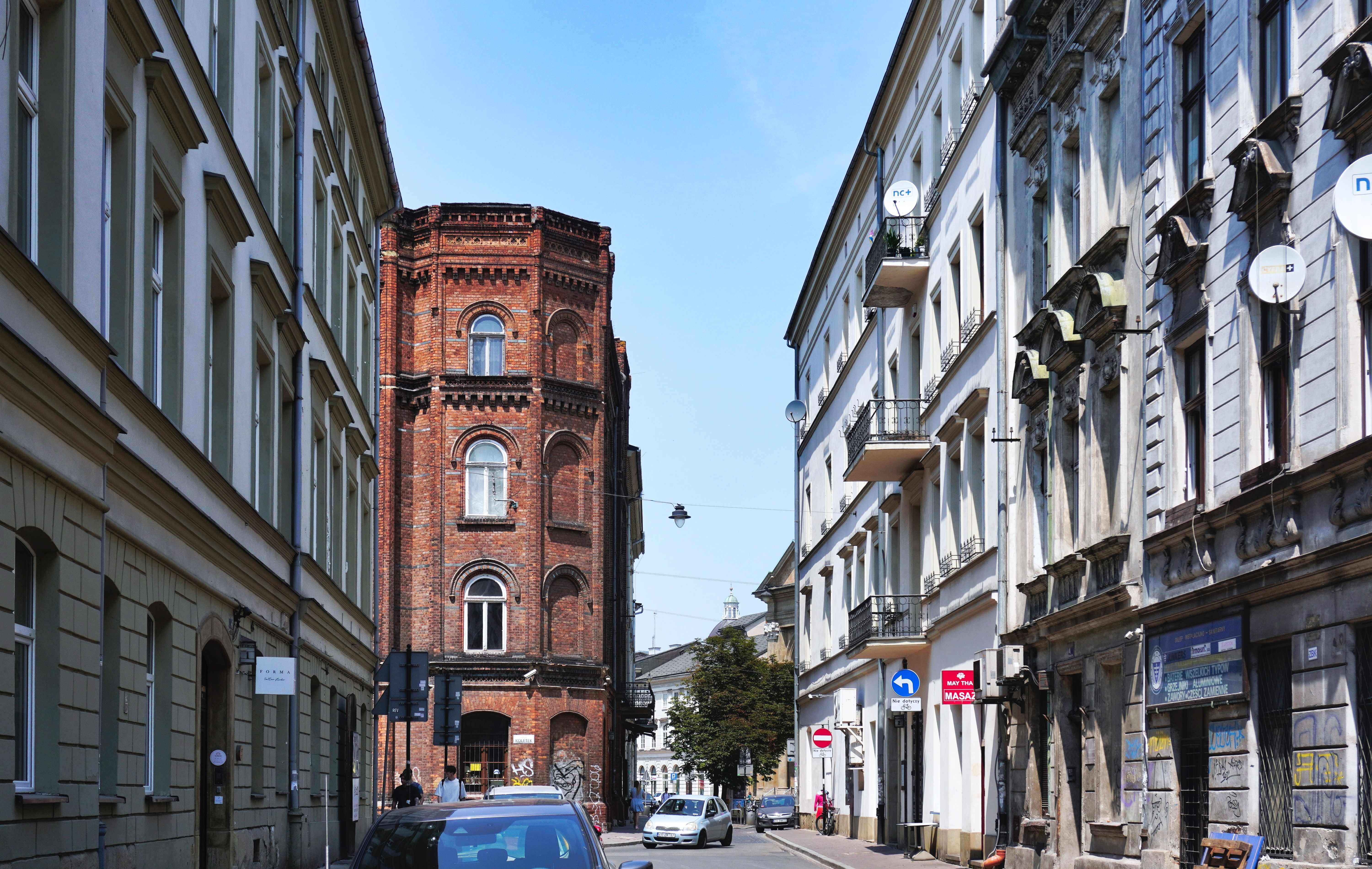
Widok od ul. Dietla na północ
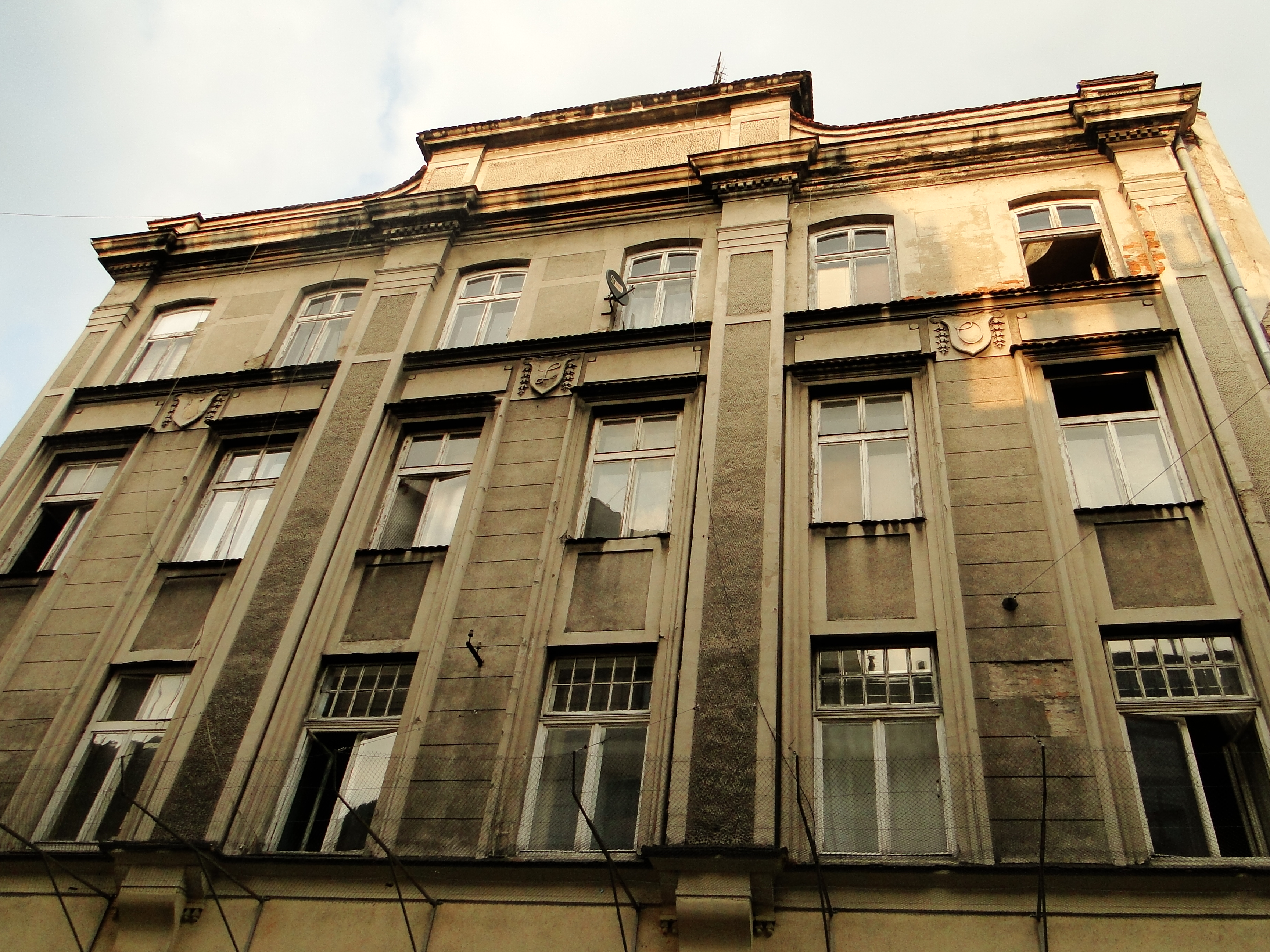
ul. św. Agnieszki 10 Kamienica